# Darbuka

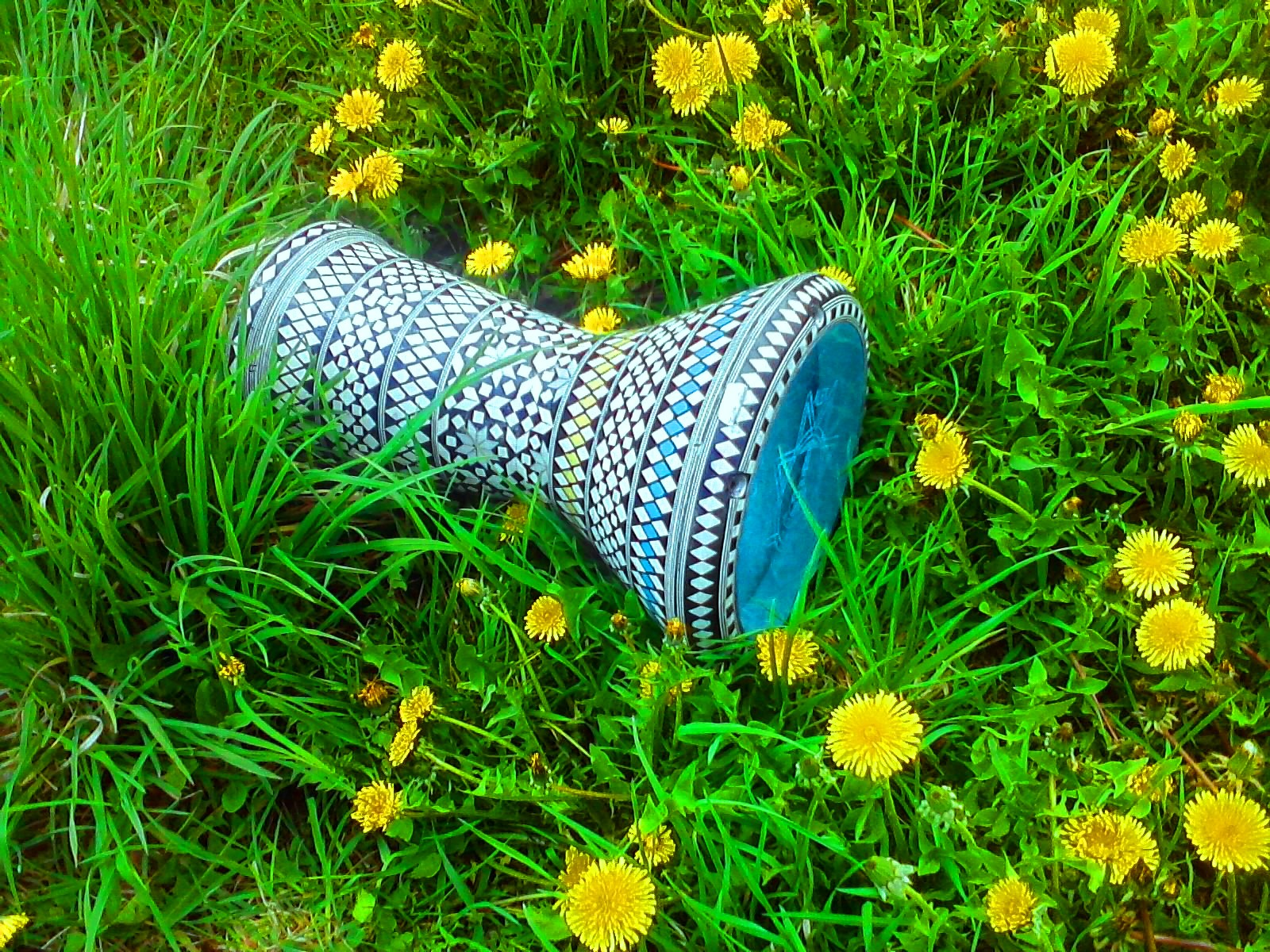
Darbuka

Darbuka patří mezi perkusní hudební nástroje. Jde o buben pohárovitého tvaru, horní část jeho korpusu má miskovitý tvar, spodní část je kuželovitá nebo válcovitá. Tělo bubnu se obvykle vyrábí ze dřeva, keramiky nebo kovu, pro potah se většinou používá kozí kůže. V oblastech s vysokou vlhkostí se používá též rybí kůže, která je méně náchylná na změny vlhkosti. Moderní egyptská darbuka má hliníkový korpus a plastovou blánu, která jí dodává velice jasný a ostrý tón.
Pohárovité bubny se používají v mnoha oblastech světa. Lze je najít např. pod názvy darabuka, darebuka, trambuka, derbaki, drbaka, derboka, dombak, dumbek, dombalak, toubeleki, apod. K bubnům tohoto typu patří také afghánský zirbakhali, indické tumbaknari, ghumat a jamuku, japonský shuhai-gata-katamen-daiko nebo thajský thon.

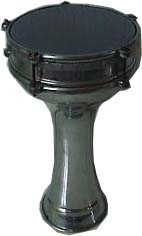
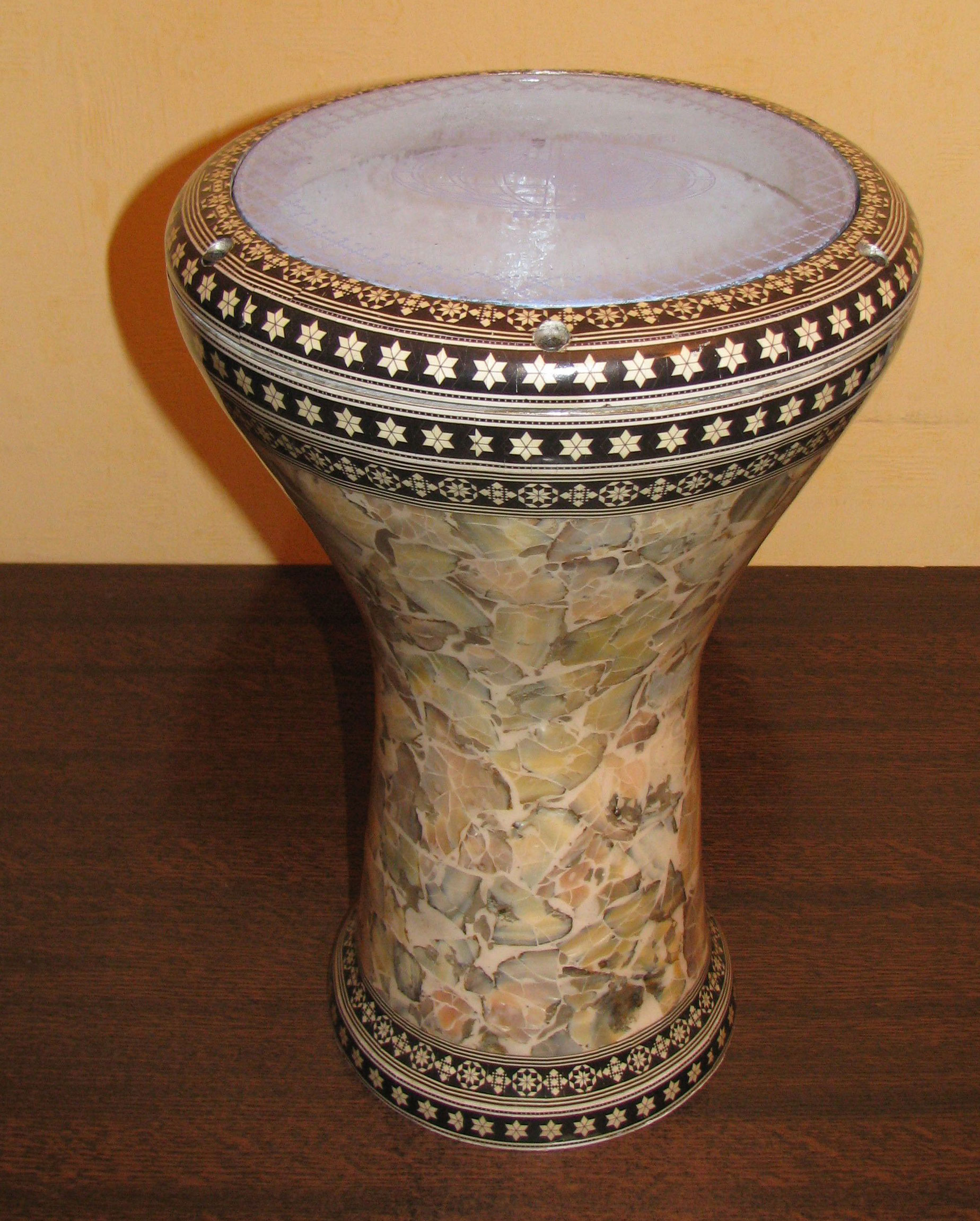
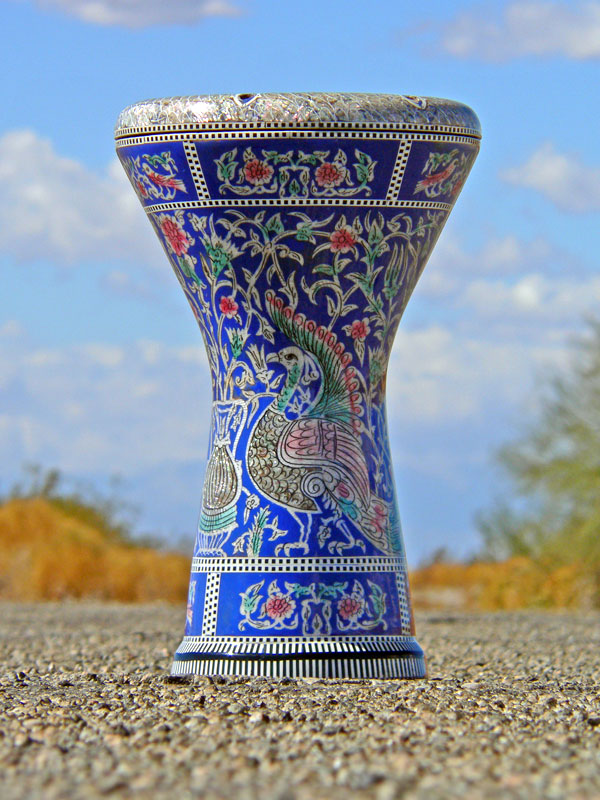
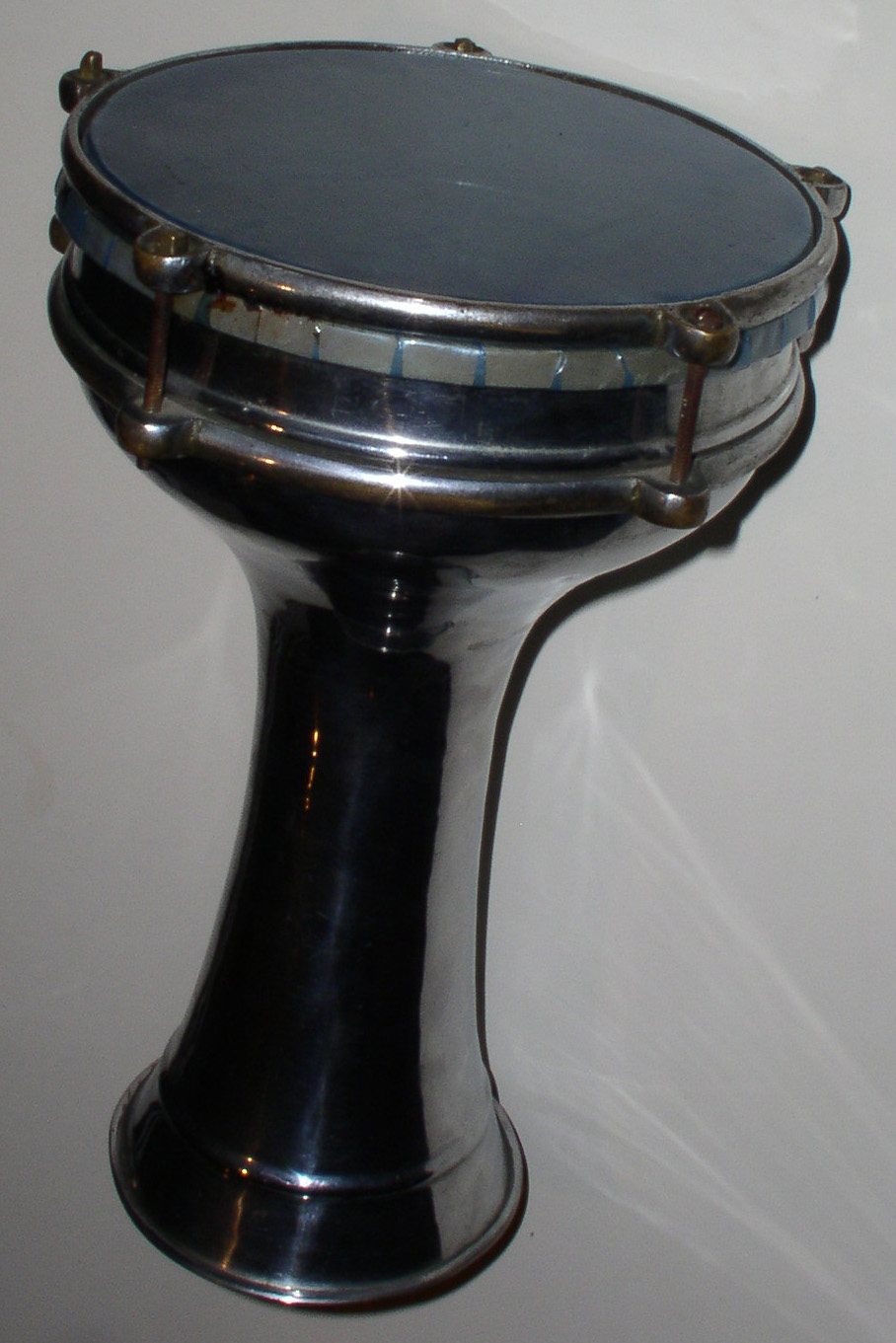